# Tommy Gardner
Thomas Gardner (28 tháng 5 năm 1910 – tháng 2 năm 1970) là một cầu thủ bóng đá người Anh thi đấu ở vị trí wing half. Ông có 2 lần khoác áo Đội tuyển bóng đá quốc gia Anh.
Chắt gái của ông, Hannah Keryakoplis đá cho đội tuyển nữ quốc gia Wales.